# 高湖镇 (衡东县)
高湖镇，是中华人民共和国湖南省衡陽市衡东县下辖的一个乡镇级行政单位。

## 行政区划
高湖镇下辖以下地区：
坪田社区、五桥村、高湖村、新旺村、铁塘村、大旺垅村、建设村、长垅村、长丰村、西村村、才一村、新水村、侧塘村、瑶泉村、岭台村、红桥村、东升村、乌塘村、羊角村、红村、柏林村、伟田村、印心村、义塘村和新兴垅村。